# Muzeum – Miejsce Pamięci w Bełżcu
Muzeum – Miejsce Pamięci w Bełżcu – założenie pomnikowe i muzeum martyrologii mieszczące się na terenie byłego niemieckiego nazistowskiego obozu zagłady w Bełżcu, upamiętniające około 450 tys. Żydów z Polski i innych państw Europy, których zgładzono w tym miejscu w latach 1942–1943.
Teren poobozowy przez blisko 20 lat pozostawał nieupamiętniony i niezabezpieczony. Pierwszy pomnik odsłonięto tam dopiero w 1963 roku. Nie zawierał akcentów, które wskazywałyby, że ofiarami obozu były osoby narodowości żydowskiej i wkrótce zaczął ulegać dewastacji. W drugiej połowie lat 90. na mocy porozumienia zawartego przez rząd polski z waszyngtońskim United States Holocaust Memorial Museum przystąpiono do prac nad nowym upamiętnieniem. 1 stycznia 2004 roku powołano do życia Muzeum – Miejsce Pamięci w Bełżcu, będące oddziałem Państwowego Muzeum na Majdanku. Pół roku później nastąpiło odsłonięcie nowego założenia pomnikowego.
Zarówno pomnik-cmentarz, jak i ekspozycja muzealna zostały pozytywnie ocenione przez ekspertów i krytyków sztuki.

## Historia

### Obóz zagłady
Obóz w Bełżcu był pierwszym z trzech ośrodków zagłady utworzonych przez Niemców w ramach akcji „Reinhardt”. Funkcjonował od marca 1942 roku, służąc eksterminacji ludności żydowskiej. W ocenie Roberta Kuwałka liczbę jego ofiar należy szacować na około 440–453 tys. osób. Zdecydowaną większość stanowili wśród nich Żydzi polscy, aczkolwiek w gronie zamordowanych znalazło się także około 25–30 tys. Żydów austriackich, czeskich, niemieckich, słowackich i węgierskich. Dla niemieckich nazistów obóz w Bełżcu był swoistym „laboratorium” ludobójstwa, a wypracowane w nim techniki eksterminacji zostały zastosowane w innych obozach akcji „Reinhardt”.
W połowie grudnia 1942 roku akcja eksterminacyjna w Bełżcu została przerwana. W tym samym czasie Niemcy przystąpili do likwidacji obozu i zacierania śladów zbrodni. Do czerwca 1943 roku rozebrano wszystkie budynki, ogrodzenia i wieże strażnicze. Opróżniono masowe groby, a wydobyte z nich zwłoki spalono na specjalnych rusztach. Na terenie poobozowym zasadzono młode drzewa. Po pewnym czasie wzniesiono tam również gospodarstwo rolne, na którym osadzono volksdeutscha z rodziną (prawdopodobnie był to jeden z byłych strażników).

### Okres profanacji i zapomnienia

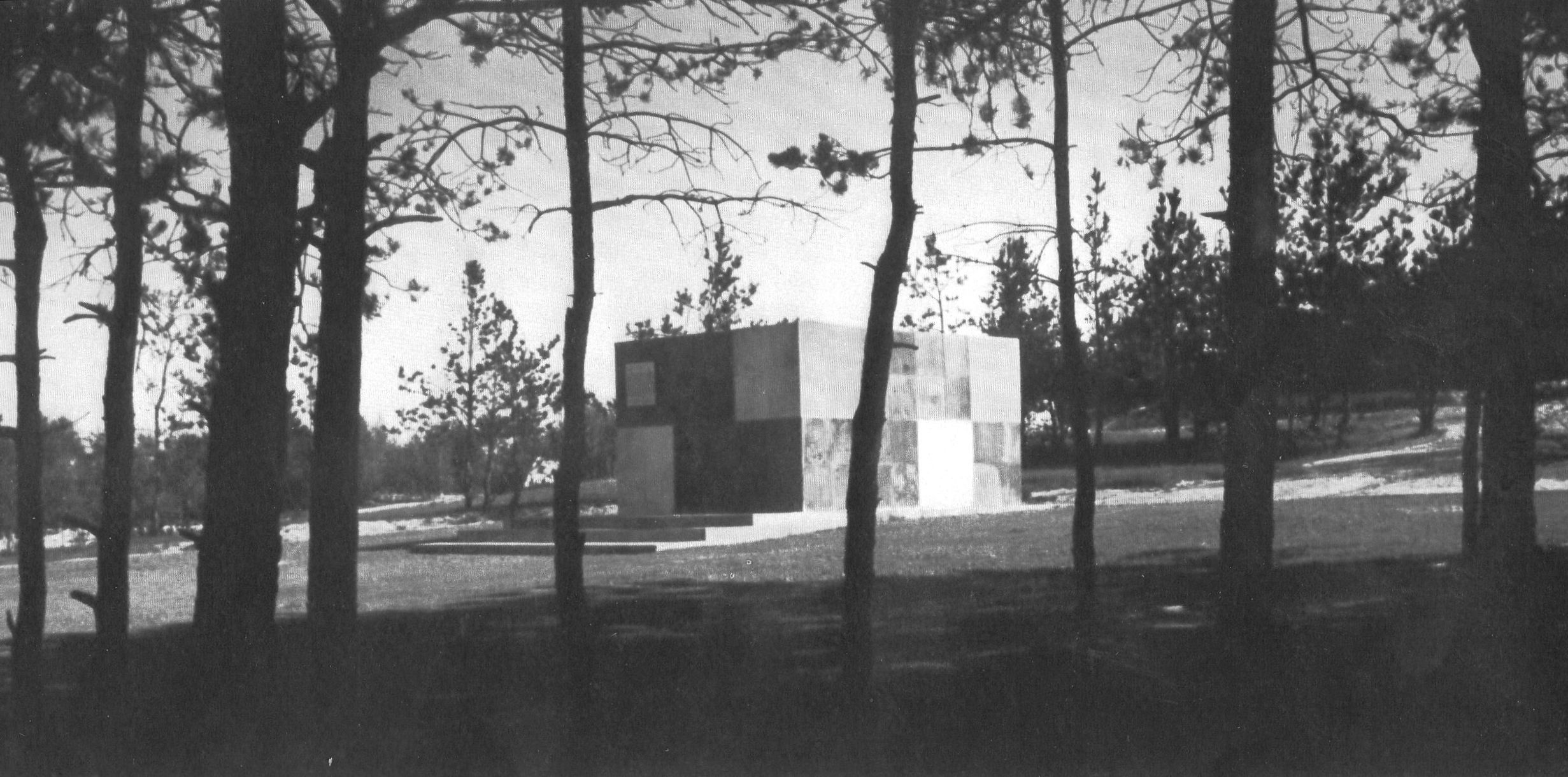
Krypta-mauzoleum odsłonięta w grudniu 1963

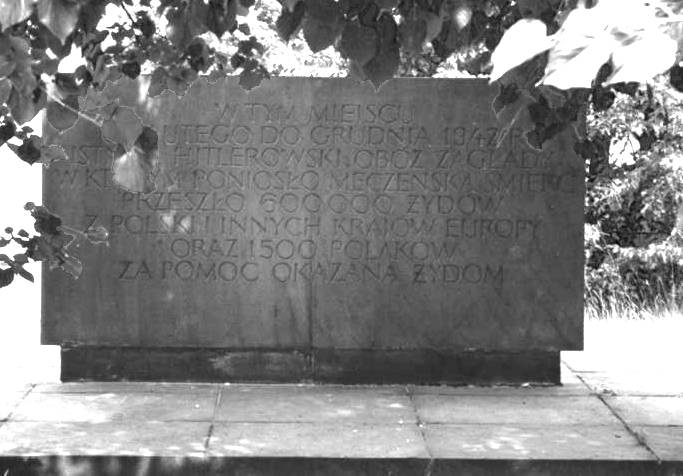
Tablica z lat 80. stanowiąca element dawnego upamiętnienia

W pierwszych latach powojennych miejsce kaźni setek tysięcy Żydów pozostawało niezabezpieczone i nieupamiętnione. Aktywnie działały tam „hieny cmentarne”, które rozkopywały teren poobozowy w poszukiwaniu złota i kosztowności. Do przypadków profanacji dochodziło także w drugiej połowie lat 50. Na terenie byłego obozu funkcjonował tartak, a bocznica kolejowa, którą wjeżdżały wagony z ofiarami, była wykorzystywana w celach gospodarczych. Władze Polski Ludowej i krajowe organizacje żydowskie przez długi czas nie podejmowały poważniejszych działań, aby zapobiec profanacji i upamiętnić ofiary. W 1949 roku zbudowano betonowy grobowiec, do którego składano odtąd odnalezione szczątki ofiar. W 1954 podjęto decyzję o ogrodzeniu terenu poobozowego, jednakże prac nie ukończono z powodu braku funduszy.
Na fali odwilży gomułkowskiej, m.in. przy okazji dyskusji nad stanem Państwowego Muzeum na Majdanku, w publicznym obiegu pojawiły się informacje o tragicznym stanie terenu poobozowego w Bełżcu. Dopiero 1 grudnia 1963 roku z inicjatywy Rady Ochrony Pomników Walk i Męczeństwa odsłonięto tam pomnik upamiętniający ofiary obozu. Ceremonia miała skromny charakter i spotkała się z niewielkim zainteresowaniem oficjalnej prasy.
Ogrodzony obszar miejsca pamięci miał powierzchnię niecałych czterech hektarów, tj. obejmował zaledwie połowę terenu poobozowego. Nie zawierało ono akcentów wskazujących na żydowskie pochodzenie ofiar. Centralnym elementem pomnika była krypta-mauzoleum w formie sześcianu, pokryta panelami ze sztucznego kamienia, w której wnętrzu umieszczono ludzkie szczątki i przedmioty odnalezione na terenie obozu. Na jednej ze ścian umieszczono napis wykonany z metalowych liter:

„Pamięci ofiar terroru hitlerowskiego pomordowanych w latach 1941–1943”

Po pewnym czasie przed kryptą postawiono rzeźbę figuralną autorstwa Stanisława Strzyżyńskiego i Jarosława Olejnickiego, przedstawiającą dwóch wychudłych więźniów, z których jeden podtrzymywał drugiego. Rzeźba zdobyła sobie uznanie krytyków sztuki. W ocenie Roberta Kuwałka w pewnym stopniu zacierała jednak prawdę historyczną o obozie, gdyż w ślad za oficjalną narracją na temat hitlerowskich obozów kładła nacisk na więźniarską solidarność, a ponadto poprzez ochrzczenie jej mianem „bełżeckiej Piety” wprowadzała „element quasi-chrześcijański” do miejsca zagłady ludności żydowskiej.
W północnej części byłego obozu, w miejscach gdzie palono zwłoki ofiar, wzniesiono cztery betonowe „pylony”. Te masowe groby, które udało się odnaleźć, oznaczono rzędem betonowych urn z metalowymi pokrywami symbolizującymi płomienie. Na początku lat 80. miejsce pamięci uzupełniono o tablicę, która informowała, że w obozie zamordowano „600 000 Żydów i około 1500 Polaków za pomoc udzielaną Żydom”.
W okresie Polski Ludowej, a zwłaszcza po wydarzeniach marca 1968 roku, Bełżec stał się – wedle słów Kuwałka – „zapomnianym obozem Holokaustu”. Miejsce pamięci odwiedzali najczęściej mieszkańcy okolicznych miejscowości; zwiedzający z innych części Polski oraz goście zagraniczni zjawiali się tam sporadycznie. Zarzucono plan stworzenia w Bełżcu punktu informacyjnego w postaci kiosku z publikacjami. Jeszcze w latach 80. miały miejsce przypadki rozkopywania terenu poobozowego przez „poszukiwaczy skarbów”. Na początku lat 90. miejsce pamięci nosiło już znamiona znacznego zaniedbania. Teren poobozowy był nawet wykorzystywany jako miejsce zabaw, spotkań towarzyskich i alkoholowych libacji. Porządkowano go sporadycznie, zazwyczaj wysiłkiem uczniów szkoły podstawowej w Bełżcu.

### Budowa nowego upamiętnienia

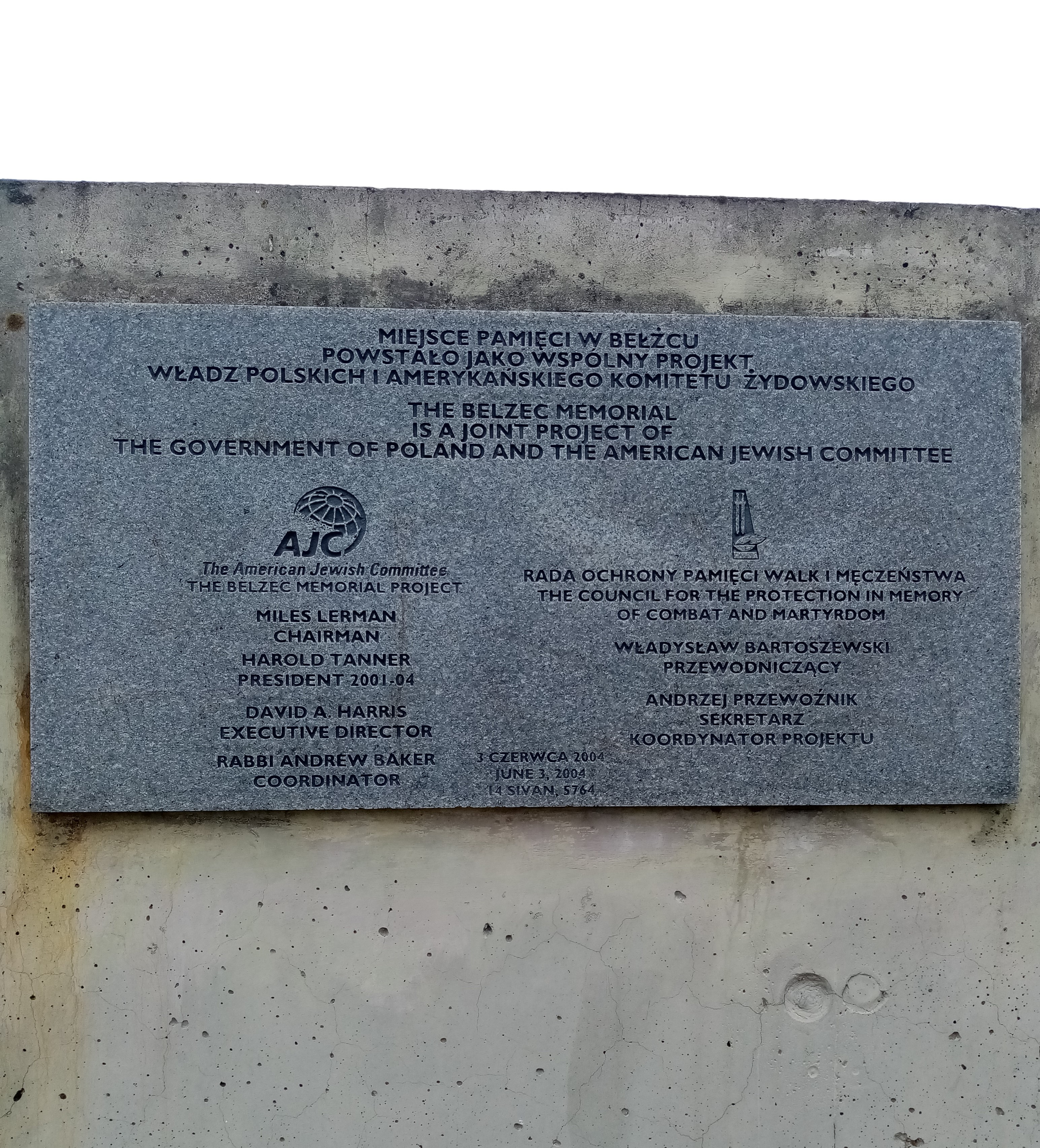
Tablica upamiętniająca fundatorów nowego Muzeum – Miejsca Pamięci

Przełom polityczny 1989 roku umożliwił podjęcie działań na rzecz poprawy stanu miejsca pamięci. Wiele wysiłków podjął w tym celu Miles Lerman – przewodniczący rady muzealnej United States Holocaust Memorial Museum, którego rodzina została zgładzona w Bełżcu. Z jego inicjatywy w 1995 roku rząd polski i USHMM zawarły umowę w sprawie budowy nowego upamiętnienia.
W 1997 roku międzynarodowe jury pod przewodnictwem prof. Macieja Gintowta rozstrzygnęło konkurs na projekt architektoniczno-artystyczny nowego upamiętnienia. Na konkurs wpłynęło dziewięć prac. Zwycięską okazał się projekt autorstwa Andrzeja Sołygi, Zdzisława Pidka i Marcina Roszczyka. Projekt budynku muzealnego został natomiast opracowany przez architektów Marka Dunikowskiego, Piotra Uherka, Jarosława Kutniowskiego i Piotra Czerwińskiego.
W latach 1997–2000 na terenie poobozowym były prowadzone badania archeologiczne. Kierował nimi prof. Andrzej Kola z Uniwersytetu Mikołaja Kopernika w Toruniu. Jego zespołowi udało się odnaleźć pozostałości 33 masowych grobów, fundamenty obozowych budynków, a także liczne przedmioty lub fragmenty przedmiotów, które należały do ofiar.
Budowa nowego upamiętnienia rozpoczęła się w 2002 roku. Odpowiedzialność za konstrukcję powierzono prof. Janowi Grabackiemu, natomiast zaplecze merytoryczne dla muzeum zapewniło Państwowe Muzeum na Majdanku. Prace budowlane były prowadzone pod nadzorem rabinackim. Dotychczasowe upamiętnienie uległo likwidacji; zachowano jedynie tablicę ze starego pomnika. Wycięto także około 370 drzew porastających teren poobozowy. Zachowano jedynie kilka dębów, w przypadku których badania dendrologiczne wskazały, iż rosły jeszcze przed uruchomieniem ośrodka zagłady.
Głównym inwestorem po stronie polskiej była Rada Ochrony Pamięci Walk i Męczeństwa reprezentowana przez sekretarza generalnego Andrzeja Przewoźnika. United States Holocaust Memorial Museum już na etapie realizacji projektu zrezygnowało z pełnienia roli oficjalnego partnera. Z tego powodu inwestorem z ramienia amerykańskiej diaspory żydowskiej został American Jewish Committee reprezentowany przez rabina Andrew Bakera (AJC zawarł w tej sprawie stosowne porozumienie z USHMM). Na mocy umowy z 1995 roku połowę kosztów budowy pokryło państwo polskie, a połowę darczyńcy z USA.
1 stycznia 2004 roku powołano do życia Muzeum – Miejsce Pamięci w Bełżcu. Ma ono status oddziału Państwowego Muzeum na Majdanku. Jego pierwszym kierownikiem został Robert Kuwałek. 3 czerwca 2004 roku nastąpiło oficjalne odsłonięcie nowego założenia pomnikowego. W uroczystości wziął udział m.in. prezydent Aleksander Kwaśniewski, przedstawiciele AJC, ambasadorzy Niemiec, Izraela i USA oraz krewni ofiar.

## Pomnik-Cmentarz

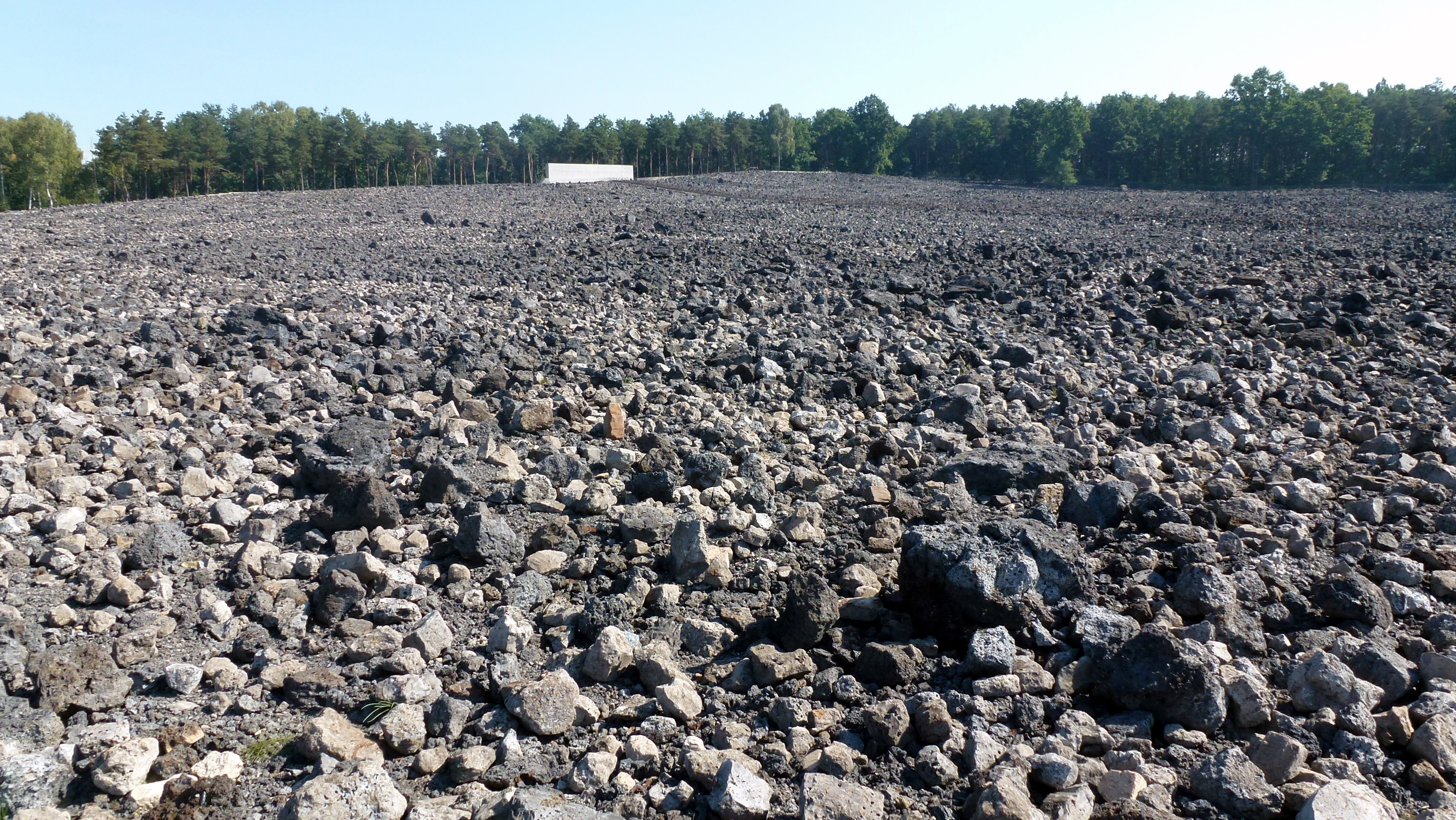
Warstwa żużlu pokrywająca teren upamiętnienia

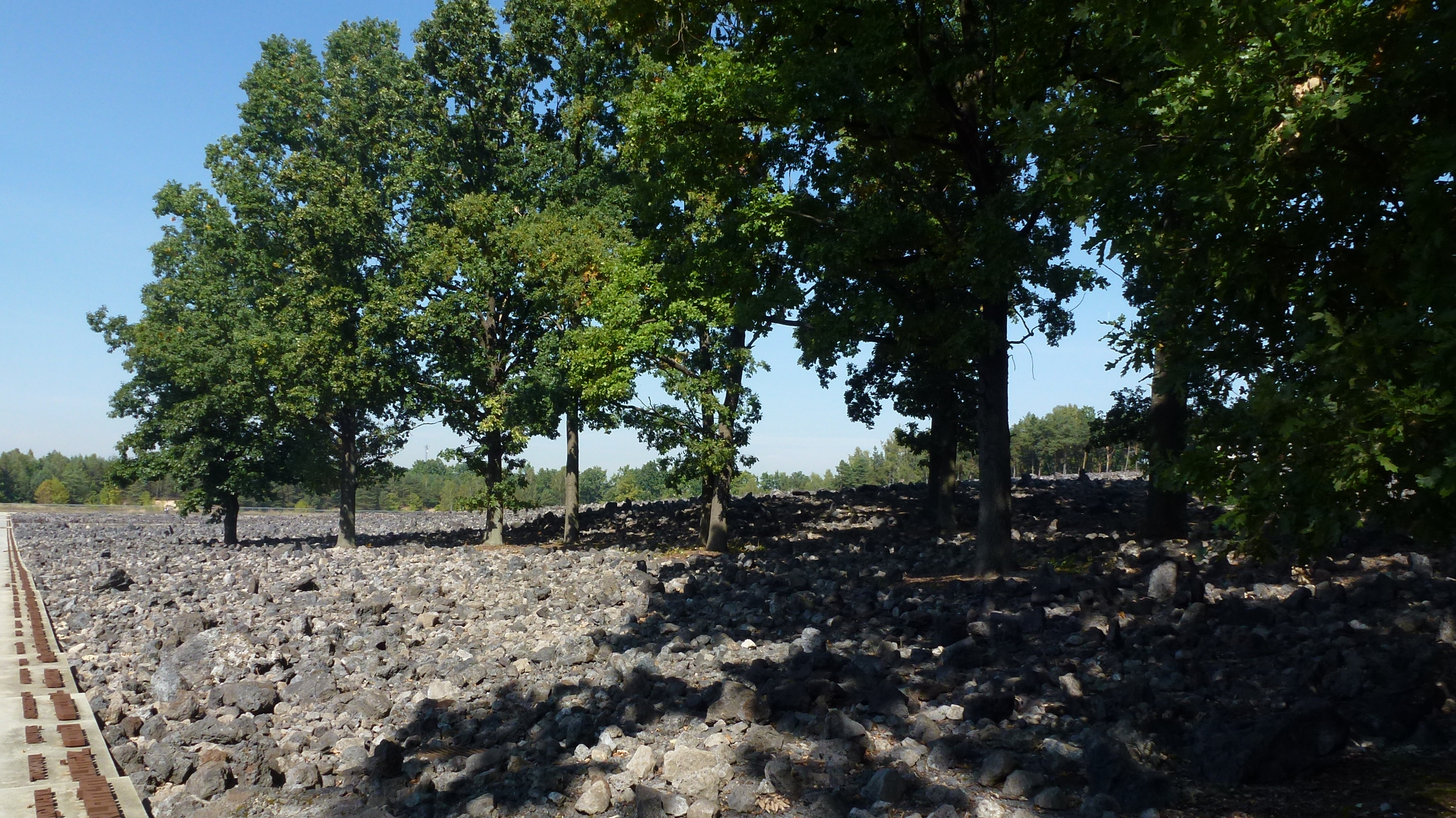
Drzewa – „niemi świadkowie”

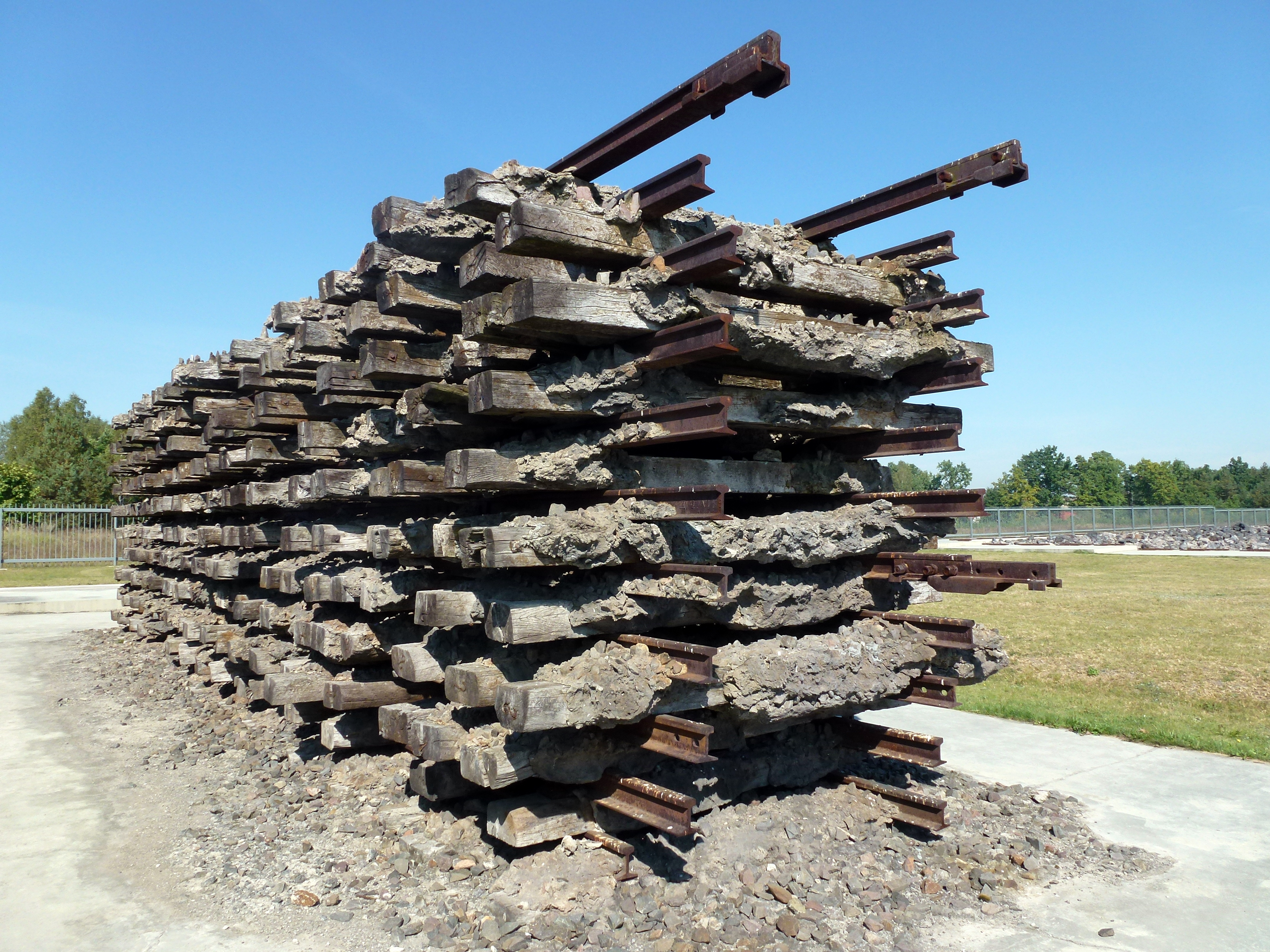
Stos z szyn kolejowych i żużlu

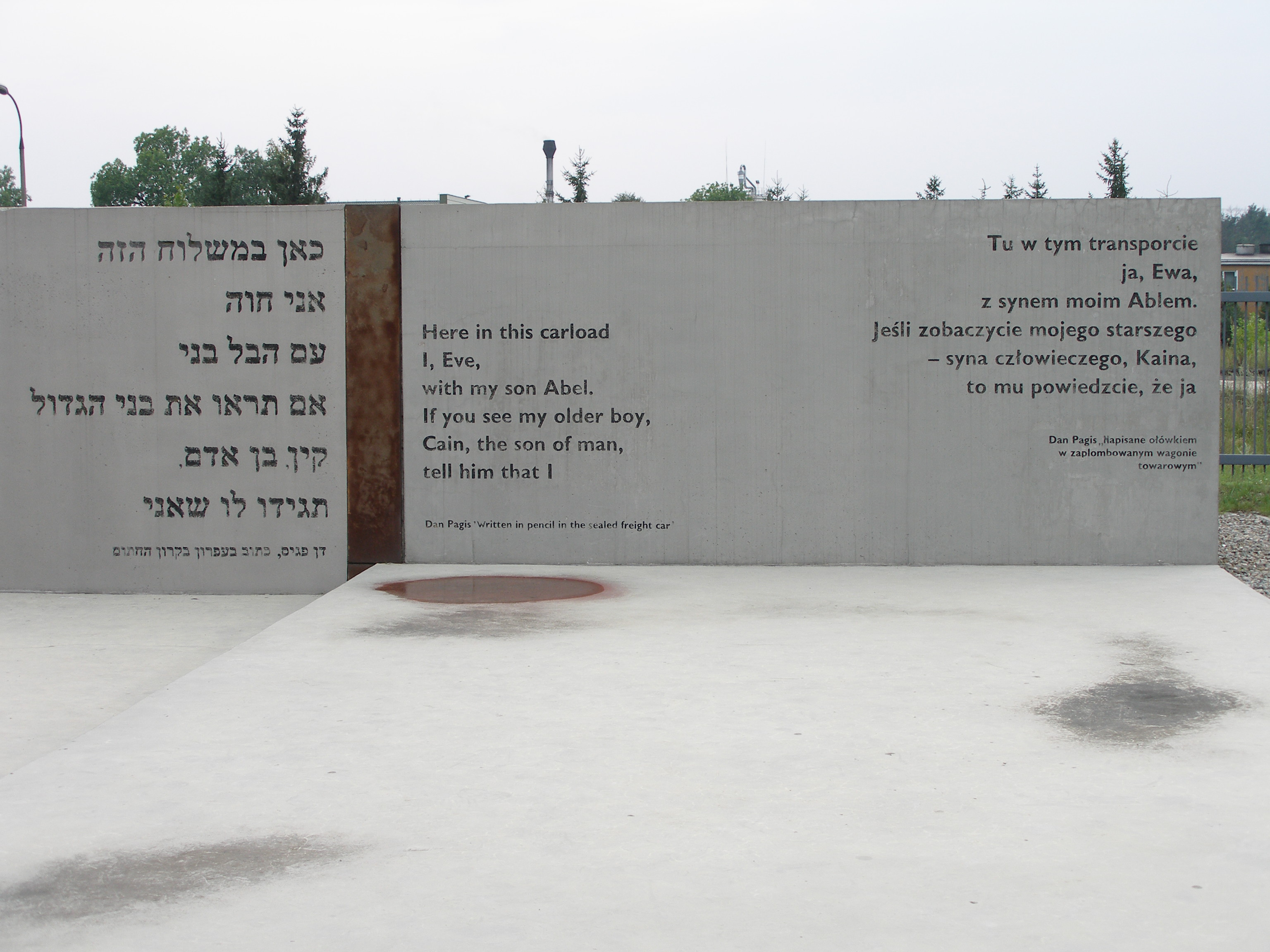
Ściana z wyrytym wierszem Dana Pagisa

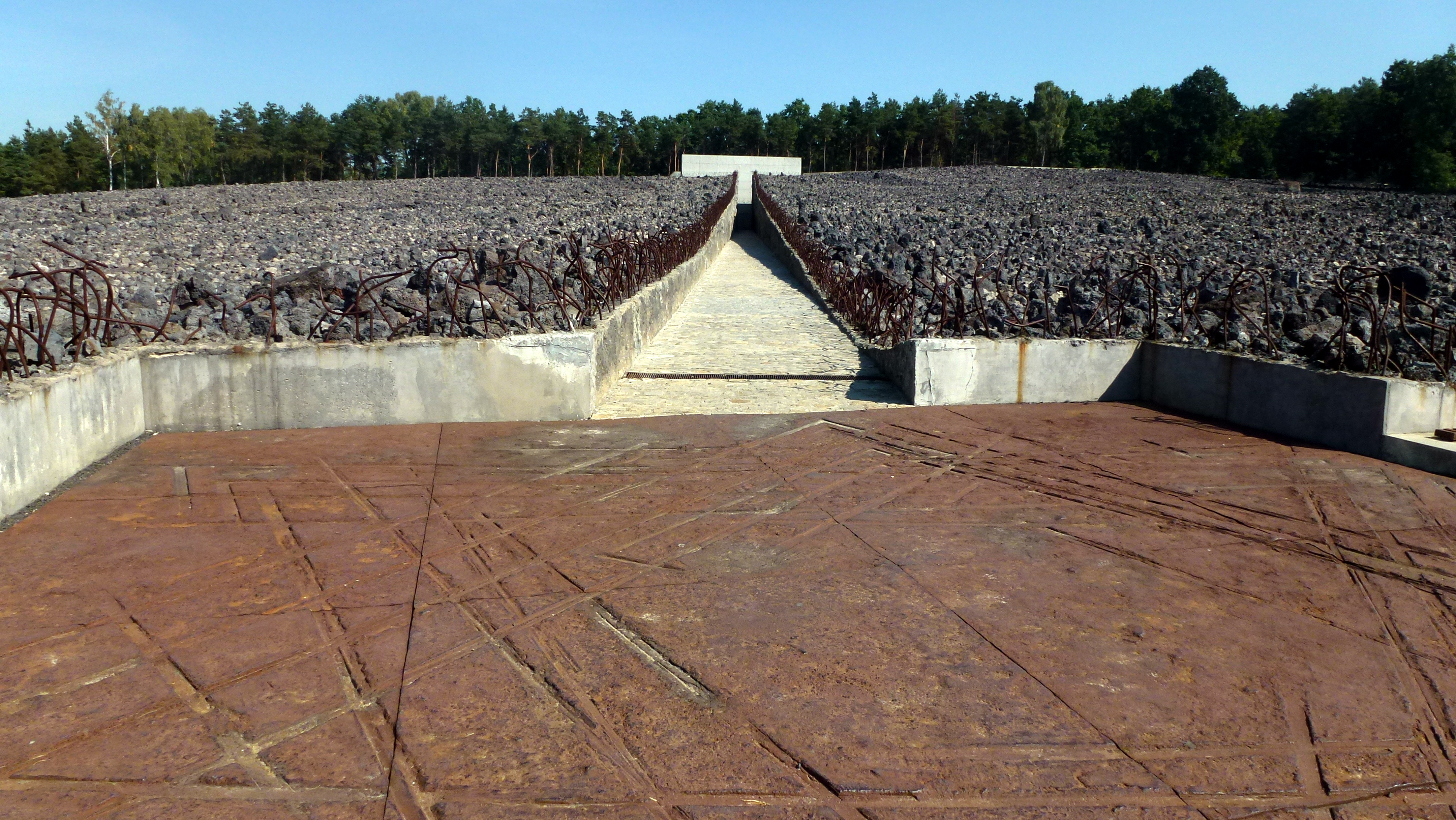
„Miejsce Przekroczenia”. Na drugim planie wejście do „szczeliny”

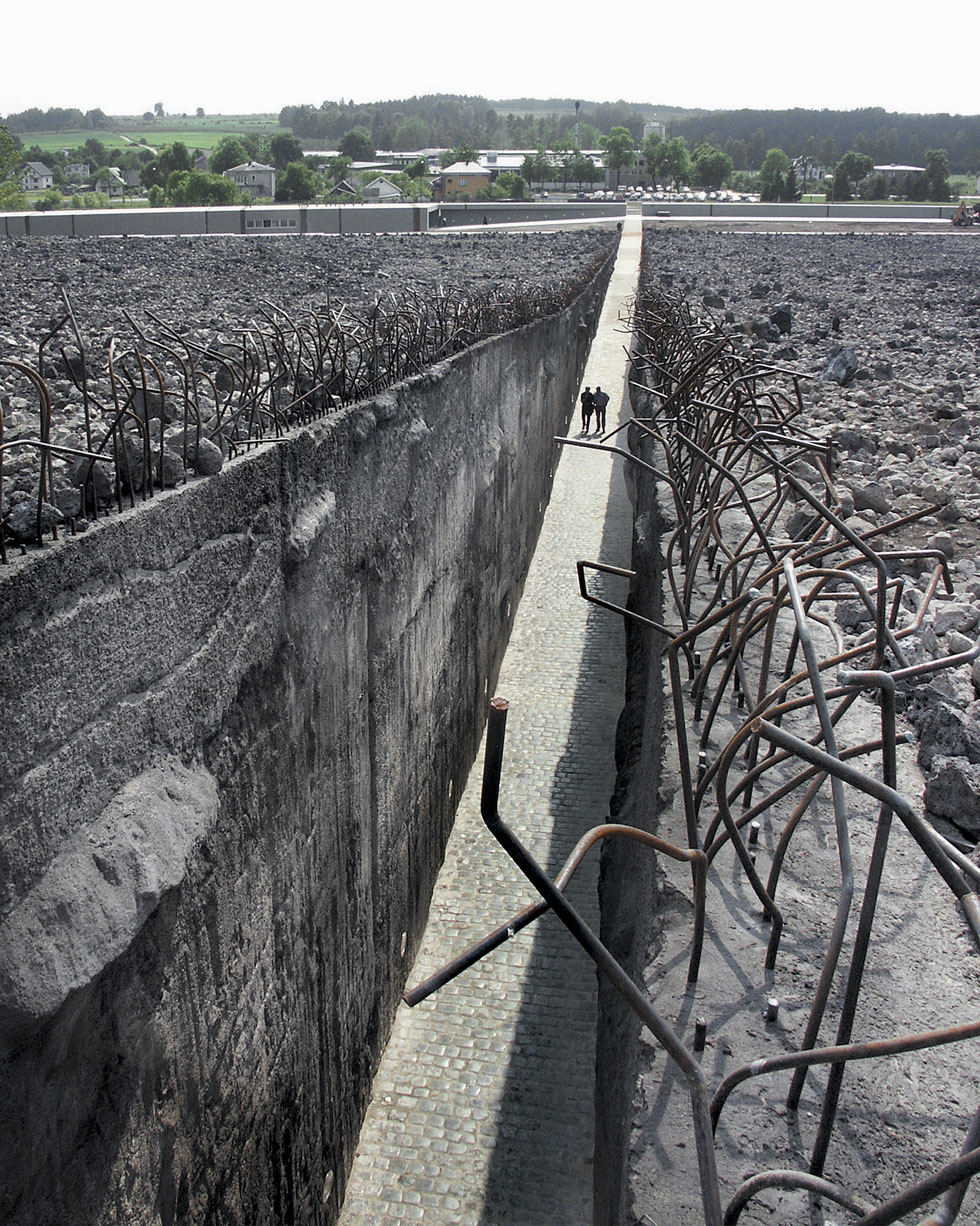
Widok z góry na „szczelinę”

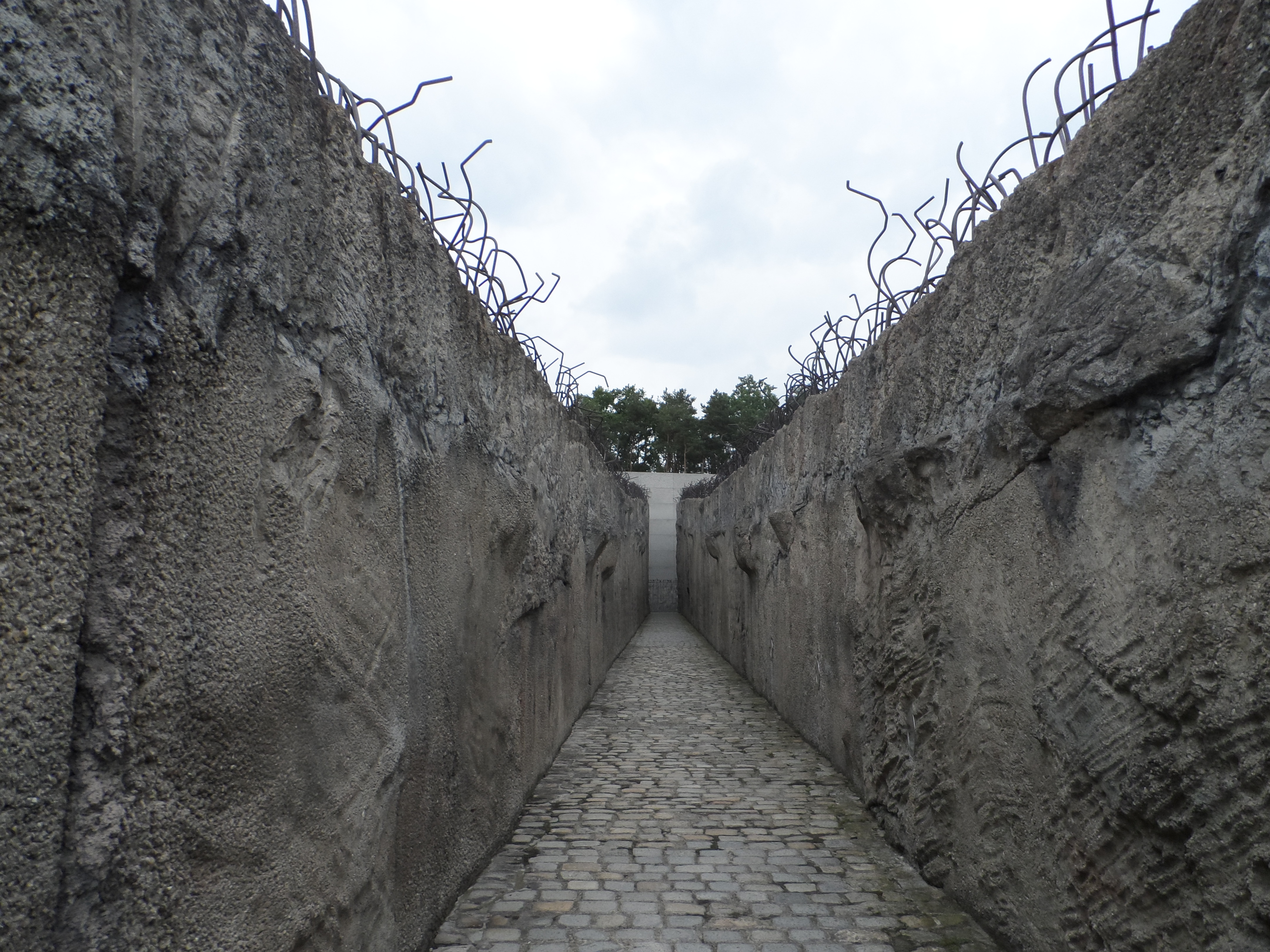
„Szczelina” widziana od wewnątrz. Na końcu „Nisza-Ohel”

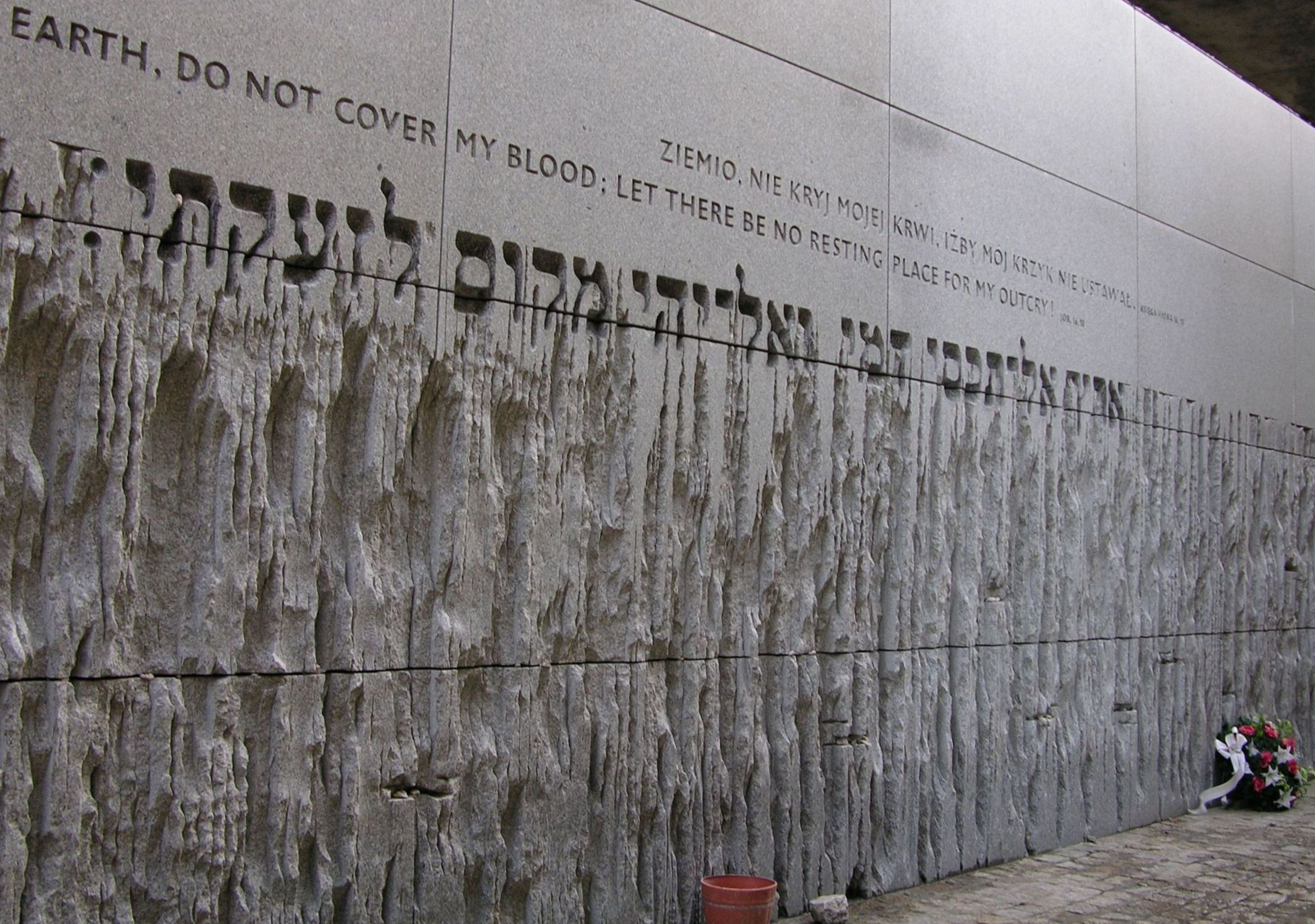
„Nisza-Ohel”. Ściana z cytatem z Księgi Hioba

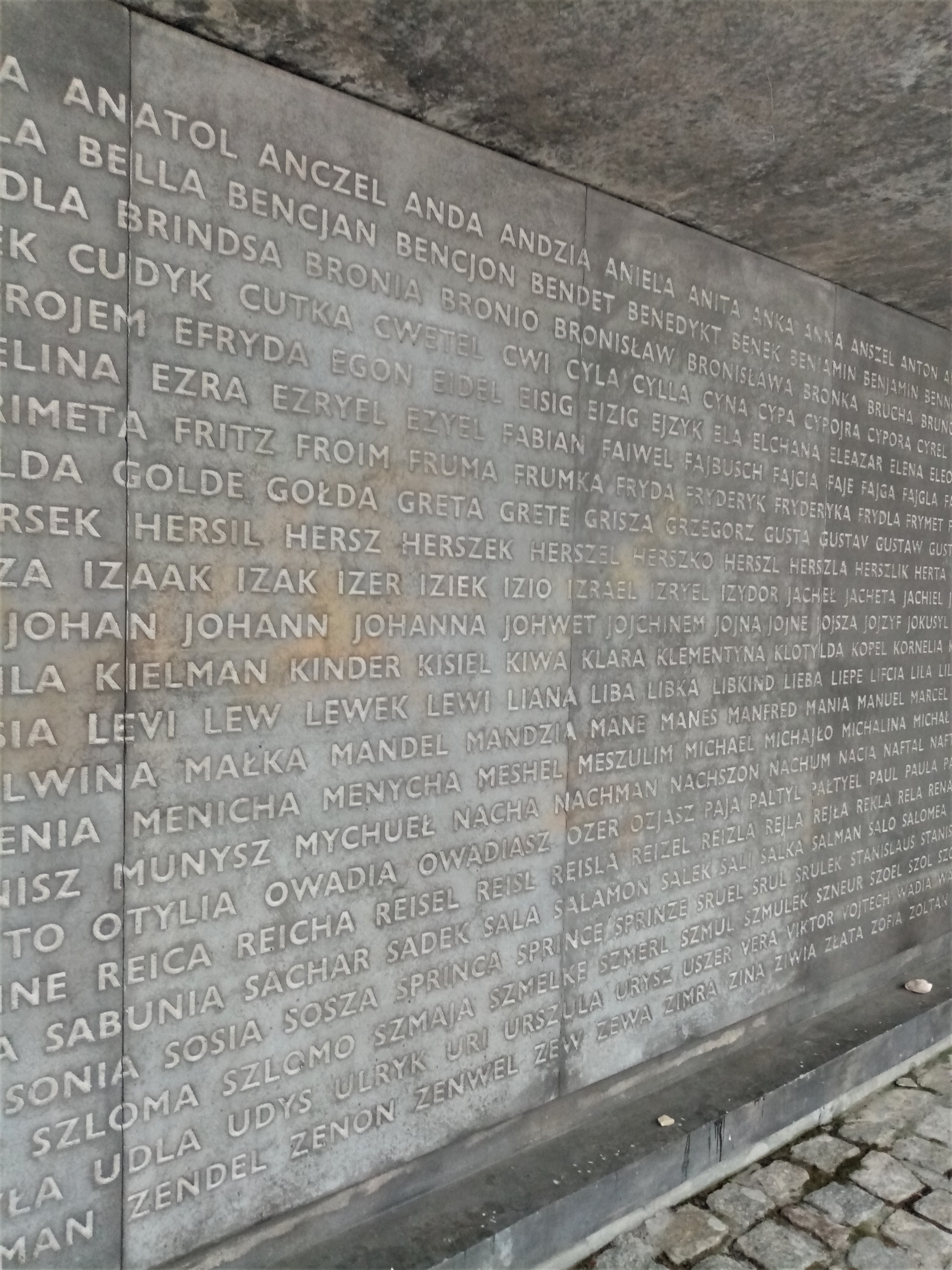
„Nisza-Ohel”. Tablice z imionami ofiar

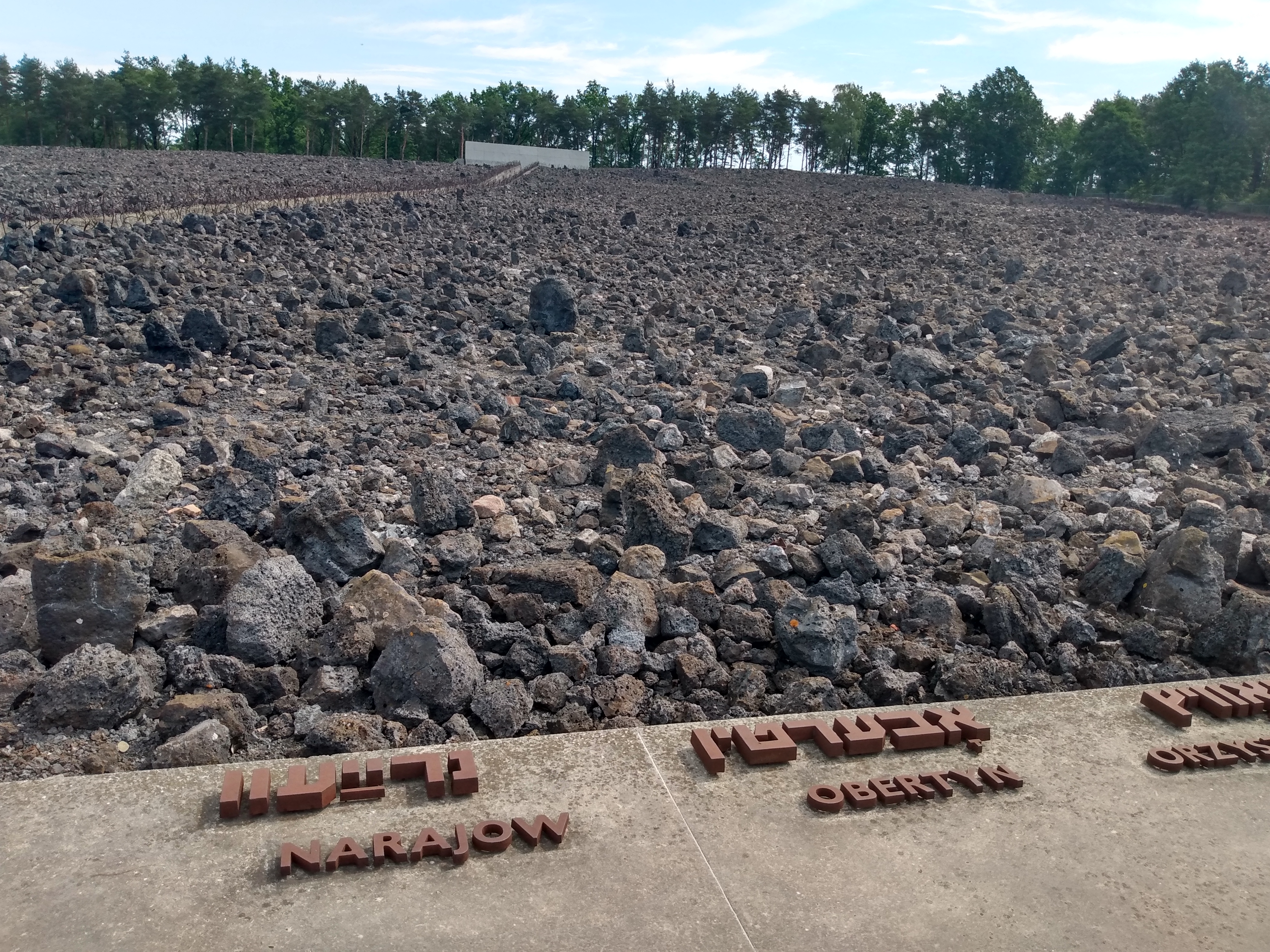
Żeliwne napisy z nazwami miejscowości, z których pochodziły ofiary obozu

Nowe upamiętnienie objęło całość terenu poobozowego, a pod względem krajobrazowym i architektonicznym całkowicie zmieniło jego wygląd. Zgodnie z zamierzeniem twórców nacisk został położony na ochronę miejsc masowego pochówku oraz uczczenie ofiar z poszanowaniem tradycji i religii żydowskiej. W konsekwencji najważniejszym elementem założenia pomnikowego stała się przestrzeń symbolicznej masowej mogiły, którą pokryto warstwą szaro-czarnego wielkopiecowego żużlu i wyjałowionej ziemi. Wznosi się ona łagodnym stokiem, osiągając w najwęższym punkcie wysokość 11 metrów. Miejsca, w których znajdowały się masowe groby, oznaczono zwiększoną gradacją materiału. Na terenie symbolicznej mogiły zachowano kilka dębów, które rosły w okresie, gdy istniał obóz zagłady. Są one określane mianem „żywych pomników” lub niemych i ostatnich „świadków” dokonanego w Bełżcu ludobójstwa.
Wejście na teren założenia pomnikowego ulokowano w miejscu, gdzie uprzednio znajdowała się bocznica kolejowa. Za główną bramą rozciąga się betonowa płaszczyzna – rampa. Na lewo od bramy wzniesiono instalację rzeźbiarską w formie stosu z szyn kolejowych i żużlu. Symbolizuje ona transporty docierające do Bełżca, a także proceder kremacji zwłok na rusztach spaleniskowych. Na betonowej ścianie stojącej nieopodal stosu wyryto wiersz autorstwa izraelskiego poety Dana Pagisa.
Przedłużeniem symbolicznej rampy jest budynek muzealny, wykonany z żelbetu, żeliwa i jasnego granitu. Jest usytuowany prostopadle do bramy wejściowej. Ma kształt jednokondygnacyjnego, długiego prostopadłościanu. Charakteryzuje go minimalistyczna estetyka; jest pozbawiony okien, a w elewacji występują tylko nieliczne podziały pionowe. Budynek muzealny wraz z rampą i granicznym murem tworzy jednolitą strukturę architektoniczną, która obserwowana od strony zabudowań Bełżca przypomina mur cmentarny. Od strony Bełżca wysokość budynku – podobnie jak przylegającego doń muru – sięga zaledwie dwóch metrów. Dzięki odpowiedniemu ukształtowaniu terenu rośnie ona dopiero od wewnętrznej strony założenia pomnikowego. Budynek sprawia wrażenie zarytego w ziemi i przypomina stojący przy rampie skład wagonów.
Na środkowej osi mogiła-cmentarz jest przecięta przez korytarz zwany „Szczeliną”. Wyznaczono go w miejscu, w którym nie odnaleziono pozostałości po masowych grobach. Prawdopodobnie w tym samym miejscu przebiegała „śluza”, czyli specjalny korytarz, którym Niemcy pędzili nagie ofiary do komór gazowych. Z rampy do „Szczeliny” prowadzi wąska droga. Na jej przecięciu z obwodem mogiły znajduje się „Miejsce Przekroczenia”. Jest to niewielki plac wyłożony zardzewiałymi płytami żeliwnymi, z reliefem w formie odciśniętych kół wagonów, które przecinają się na kształt gwiazdy Dawida. „Szczelina” jest ujęta kamiennymi ścianami, z których szczytów w jednakowych odstępach wystają poskręcane żeliwne pręty. Zapada się stopniowo pod mogiłę do głębokości 9 metrów. Jej wygląd przywodzi na myśl ranę lub pęknięcie w ziemi. Może być także interpretowana jako nawiązanie do żydowskiego zwyczaju rozdzierania szat na znak żałoby. Według Marty Leśniakowskiej:

Szczelina-Droga poprzez narastającą wysokość ścian i echo kroków wywołuje z całą siłą grozę tego miejsca, z którego nie ma odwrotu.

„Szczelina” prowadzi do „Niszy-Ohelu”. Na wprost wylotu, na wysokiej ścianie z jasnego granitu, w językach hebrajskim, polskim i angielskim wyrzeźbiono cytat z Księgi Hioba:

„Ziemio, nie kryj mojej krwi, iżby mój krzyk nie ustawał”

Po drugiej stronie „Niszy” znajdują się kamienne tablice, na których wykuto żydowskie imiona należące do osób zamordowanych w obozie. Nieopodal schodów, po lewej stronie „Niszy”, widnieje ponadto data „17 III 1942”. Upamiętnia ona dzień przybycia pierwszych transportów. „Nisza-Ohel” jest strefą usytuowaną najniżej w strukturze pomnika.
Schody znajdujące się po obu stronach „Niszy” prowadzą na powierzchnię, do alejki, która biegnie wzdłuż obwodu mogiły-cmentarza. Rozmieszczono przy niej nazwy miejscowości, z których pochodziły ofiary Bełżca. Są wykonane z korodującego żeliwa, symbolizującego krwawe łzy zamordowanych. Upamiętnionych zostało w ten sposób około 400 gmin żydowskich z terenów II Rzeczypospolitej, a także około 40 gmin żydowskich z Austrii, Czech, Niemiec i Słowacji. Nazwy polskich miejscowości zapisano w języku polskim i w jidysz oraz rozmieszczono w porządku chronologicznym – według dat przybywania transportów do Bełżca. Nazwy miejscowości zagranicznych zapisano natomiast w językach narodowych i po hebrajsku. Znajdują się one na końcu listy i są rozmieszczone w porządku alfabetycznym. Alejka jest nazywana „Żeliwnym Obwodem”. Jest to miejsce, w którym można palić znicze lub zgodnie z żydowską tradycją kłaść nagrobne kamyki.
Po terenie upamiętnienia można się poruszać wyłącznie przez „Szczelinę”, wokół obwodu mogiły oraz przez pomieszczenia muzeum. Pokryty żużlem obszar jest niedostępny dla zwiedzających.
Pomnik-Cmentarz w Bełżcu spotkał się z dużym zainteresowaniem i uznaniem krytyków sztuki, zarówno polskich, jak i zagranicznych. Umiejscawiano go wśród „najwspanialszych dokonań sztuki komemoratywnej”. Zdaniem Jerzego S. Majewskiego założenie pomnikowe w Bełżcu to „najbardziej udany w Polsce pomnik pamięci od czasów budowy monumentu w Treblince”. Jerzy Halbersztadt oceniał natomiast, że bełżecki pomnik „będzie stanowił na równi z Treblinką punkt odniesienia światowej sztuki monumentalnej”, a rozwiązania takie jak „Szczelina” i pokrycie terenu mogiły warstwą wielkopiecowego żużlu „trafią z pewnością do skryptów we wszystkich akademiach sztuki na świecie”. Zdaniem Agnieszki Gębczyńskiej-Janowicz pomnik „realizuje po mistrzowsku synergię sztuk”. Marta Leśniakowska wskazuje natomiast, że łączy sztukę i naturę, a także określa go mianem jednej z najważniejszych na świecie „wykładni filozofii przeciwpomnika”. Ocenia jednocześnie, że założenie pomnikowe w Bełżcu „mimo swojego wybitnego poziomu” nie zostało dostatecznie docenione, czego przejawem ma być fakt, iż otrzymało jedynie nagrodę specjalną w konkursie architektonicznym na najlepszą realizację w Polsce w 2004 roku.

## Muzeum

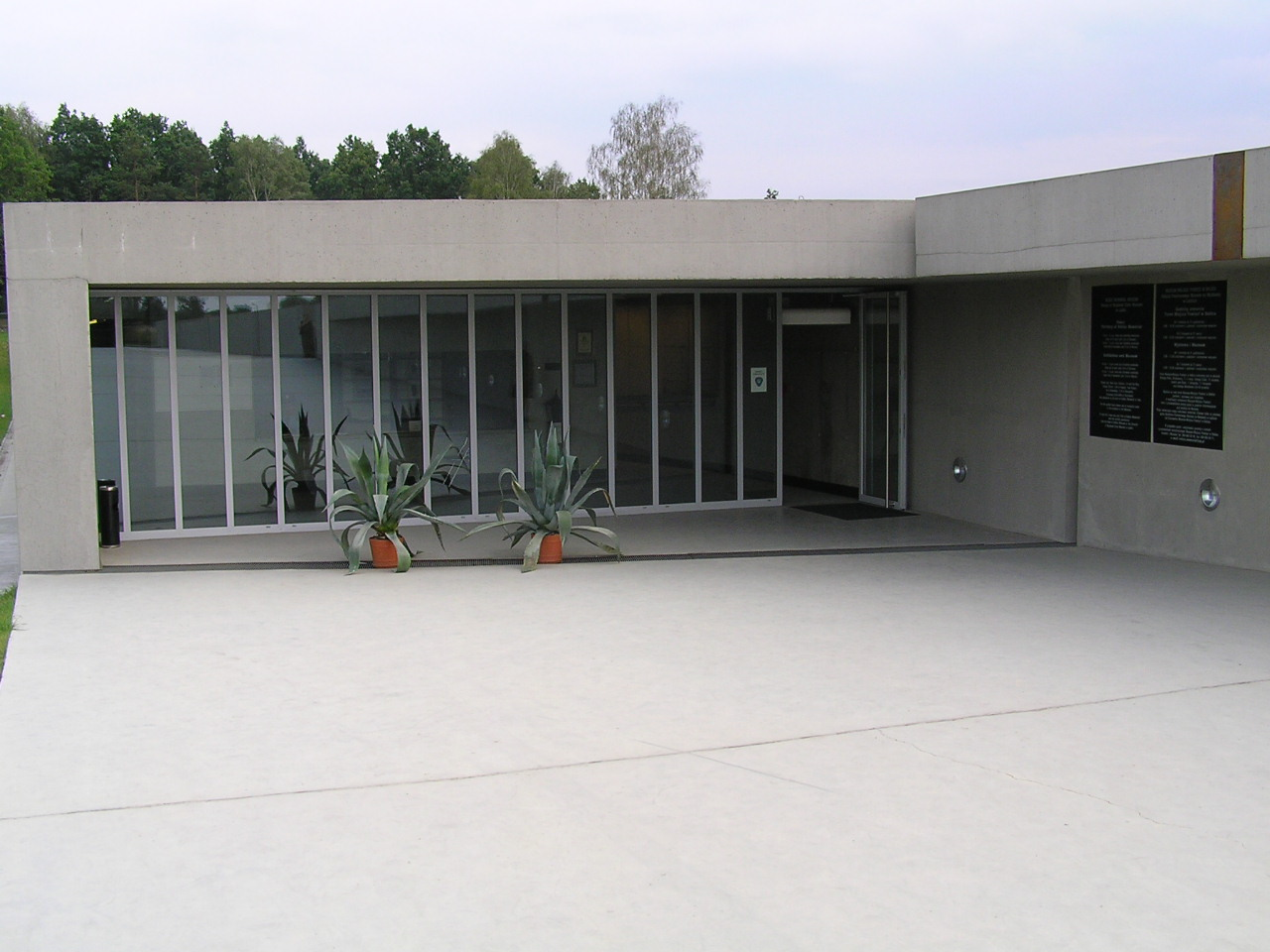
Budynek muzealny

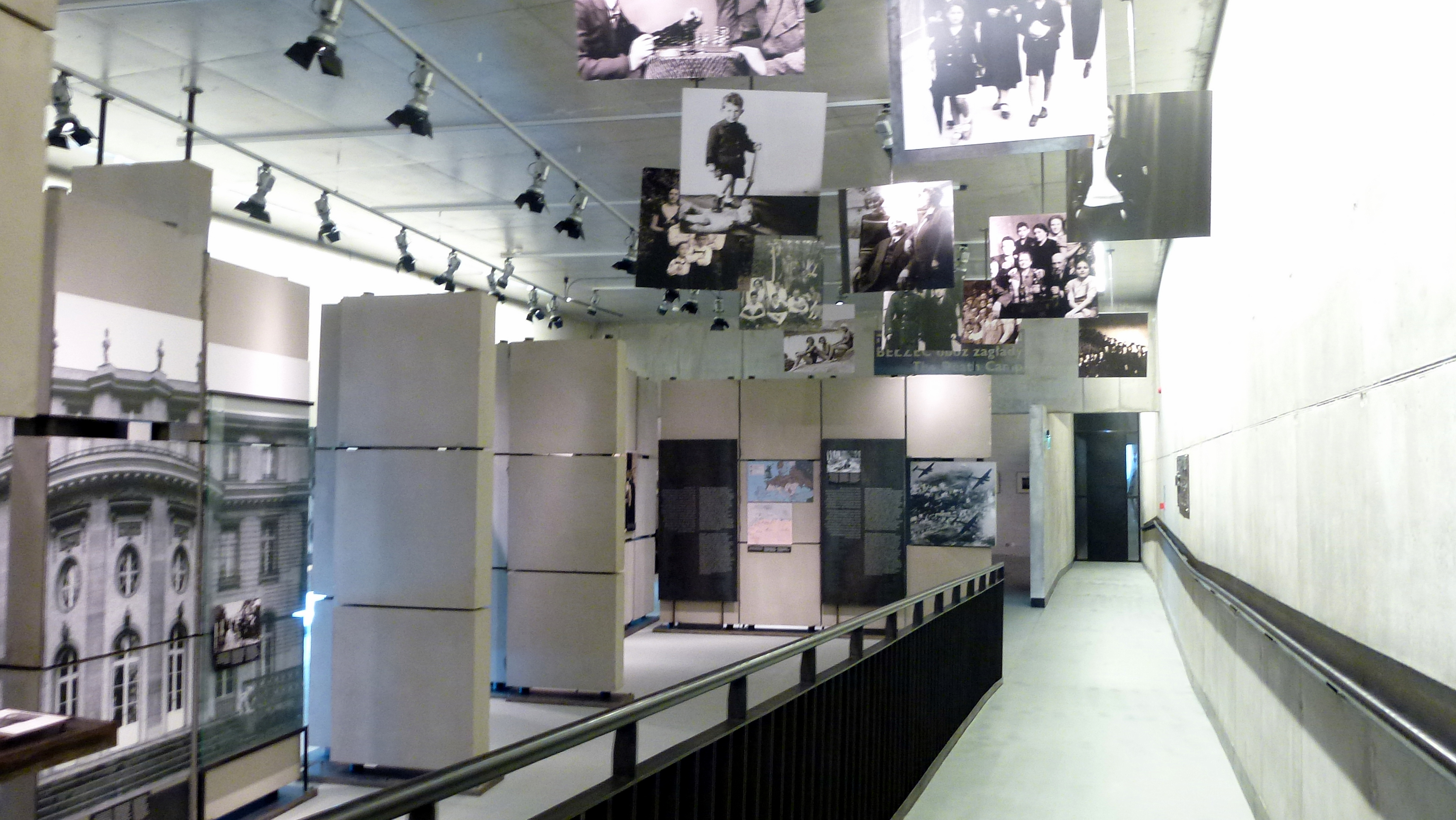
Fragment ekspozycji

W budynku muzealnym znajduje się sala ekspozycyjna, sala-audytorium, pomieszczenia biurowe, a także sala kontemplacji służąca modlitwie i medytacji. Ta ostatnia – pusta i pogrążona w mroku – może budzić skojarzenia z komorą gazową. W sali kontemplacji umieszczono tablicę ze starego pomnika.
W muzeum prezentowana jest wystawa stała, przedstawiająca historię obozu zagłady oraz ludobójczą politykę prowadzoną przez okupantów niemieckich na terenie Generalnego Gubernatorstwa. Ma charakter multimedialny; narracja prowadzona jest przy użyciu fotografii oraz materiałów audiowizualnych. Na ekspozycji prezentowane są także zachowane artefakty, w tym tablica z instrukcjami, która znajdowała się w obozowej „rozbieralni” oraz przedmioty codziennego użytku odnalezione na terenie obozu w trakcie badań archeologicznych. Scenariusz wystawy opracował zespół ekspertów z Polski i USA, natomiast od strony plastycznej przygotowało ją biuro projektowe Mirosława Nizio we współpracy z amerykańskim Gallagher Associates. Ekspozycja zdobyła sobie uznanie specjalistów, m.in. ze względu na swoją przystępność i minimalizm.
Muzeum dokumentuje historię obozu zagłady. Dużą wagę przywiązuje się zwłaszcza do gromadzenia informacji o ofiarach. W archiwum muzealnym przechowywane są kopie zeznań i materiałów uzyskanych w czasie śledztwa, które Główna Komisja Badania Zbrodni Niemieckich w Polsce prowadziła w sprawie zbrodni popełnionych w Bełżcu. Znalazły się tam również kopie niektórych zeznań, które byli członkowie obozowej załogi złożyli w czasie śledztwa poprzedzającego ich proces w Monachium w latach 1964–1965. Muzeum otrzymało je z Centrali Badania Zbrodni Narodowosocjalistycznych w Ludwigsburgu.
Muzeum prowadzi również działalność edukacyjną skierowaną do dzieci w wieku od lat 14 i osób dorosłych. Składają się na nią m.in. lekcje muzealne, warsztaty historyczne, seminaria edukacyjne dla nauczycieli i pracowników kultury, spotkania z ocalonymi z Zagłady. Muzeum współpracuje także z innymi instytucjami, m.in. z Instytutem Jad Waszem, przy organizacji spotkań i seminariów. Działania edukacyjne koncentrują się na kwestiach związanych z historią obozu zagłady, niemniej są także rozszerzane o inne zagadnienia, na przykład dotyczące historii, religii i kultury Żydów.
Uroczystości upamiętniające ofiary obozu są organizowane każdego roku w dniu 17 marca, w rocznicę przybycia pierwszych transportów z gett w Lublinie i Lwowie. Zazwyczaj uczestniczą w nich przedstawiciele władz lokalnych i młodzież szkolna; uczestników wyższego szczebla spotkać można przede wszystkim w okrągłe rocznice.
W ciągu kilku lat od utworzenia Muzeum – Miejsca Pamięci liczba odwiedzających wzrosła niemal dwudziestokrotnie. W 2015 roku odwiedziło je ponad 25 tys. osób, w tym ponad 5 tys. gości zagranicznych.
W grudniu 2015 roku Muzeum – Miejsce Pamięci przejęło od Polskich Kolei Państwowych budynek dawnej komendantury obozu, znajdujący się przy ul. Lwowskiej w Bełżcu.
W 2005 siedzibę muzeum wyróżniono umieszczeniem na liście Polska. Ikony architektury.